# Campeonato Europeu de Halterofilismo de 1984
O 63º Campeonato Europeu de Halterofilismo foi organizado pela Federação Europeia de Halterofilismo em Vitoria, na Espanha entre 26 de abril a 1 de maio de 1984. Foram disputadas 10 categorias com a presença de 142 halterofilistas de 26 nacionalidades.

## Medalhistas
| Evento                       | Ouro                                 | Ouro              | Prata                                       | Prata             | Bronze                               | Bronze            |
| Mosca (até 52 kg)            | Mosca (até 52 kg)                    | Mosca (até 52 kg) | Mosca (até 52 kg)                           | Mosca (até 52 kg) | Mosca (até 52 kg)                    | Mosca (até 52 kg) |
| ---------------------------- | ------------------------------------ | ----------------- | ------------------------------------------- | ----------------- | ------------------------------------ | ----------------- |
| Arranque                     | Bernard Piekorz · Polónia            | 110,0 kg          | Jacek Gutowski · Polónia                    | 110,0 kg          | Neno Terziyski · Bulgária            | 110,0 kg          |
| Arremesso                    | Neno Terziyski · Bulgária            | 152,5 kg          | Bernard Piekorz · Polónia                   | 132,5 kg          | Jacek Gutowski · Polónia             | 13,.5 kg          |
| Total                        | Neno Terziyski · Bulgária            | 262,5 kg          | Bernard Piekorz · Polónia                   | 242,5 kg          | Jacek Gutowski · Polónia             | 242,5 kg          |
| Galo (até 56 kg)             |                                      |                   |                                             |                   |                                      |                   |
| Arranque                     | Naum Shalamanov · Bulgária           | 130,0 kg          | Frank Mavius · Alemanha Oriental            | 120,0 kg          | Gheorghe Maftei · Roménia            | 115,0 kg          |
| Arremesso                    | Naum Shalamanov · Bulgária           | 167,5 kg          | Oksen Mirzoyan · União Soviética            | 165,0 kg          | Frank Mavius · Alemanha Oriental     | 147,5 kg          |
| Total                        | Naum Shalamanov · Bulgária           | 297,5 kg          | Frank Mavius · Alemanha Oriental            | 267,5 kg          | Gheorghe Maftei · Roménia            | 260,0 kg          |
| Pena (até 60 kg)             |                                      |                   |                                             |                   |                                      |                   |
| Arranque                     | Yurik Sarkisyan · União Soviética    | 137,5 kg          | Stefan Topurov · Bulgária                   | 137,5 kg          | Anton Kodzhabashev · Bulgária        | 135,0 kg          |
| Arremesso                    | Stefan Topurov · Bulgária            | 177,5 kg          | Yurik Sarkisyan · União Soviética           | 175,0 kg          | Anton Kodzhabashev · Bulgária        | 172,5 kg          |
| Total                        | Stefan Topurov · Bulgária            | 315,0 kg          | Yurik Sarkisyan · União Soviética           | 312,5 kg          | Anton Kodzhabashev · Bulgária        | 307,5 kg          |
| Leve (até 67,5 kg)           |                                      |                   |                                             |                   |                                      |                   |
| Arranque                     | Vladimir Grachev · União Soviética   | 152,5 kg          | Jouni Grönman · Finlândia                   | 140,0 kg          | Miroslaw Chlebosz · Polónia          | 140,0 kg          |
| Arremesso                    | Georgi Petrikov · Bulgária           | 185,0 kg          | Jouni Grönman · Finlândia                   | 175,0 kg          | Miroslaw Chlebosz · Polónia          | 170,0 kg          |
| Total                        | Georgi Petrikov · Bulgária           | 325,0 kg          | Jouni Grönman · Finlândia                   | 315,0 kg          | Miroslaw Chlebosz · Polónia          | 310,0 kg          |
| Médio (até 75 kg)            |                                      |                   |                                             |                   |                                      |                   |
| Arranque                     | Vladimir Kuznetsov · União Soviética | 165,0 kg          | Zdravko Stoichkov · Bulgária                | 165,0 kg          | Aleksandar Varbanov · Bulgária       | 160,0 kg          |
| Arremesso                    | Aleksandar Varbanov · Bulgária       | 207,5 kg          | Karl-Heinz Radschinsky · Alemanha Ocidental | 205,0 kg          | Zdravko Stoichkov · Bulgária         | 205,0 kg          |
| Total                        | Zdravko Stoichkov · Bulgária         | 370,0 kg          | Aleksandar Varbanov · Bulgária              | 367,5 kg          | Vladimir Kuznetsov · União Soviética | 367,5 kg          |
| Pesado-ligeiro (até 82,5 kg) |                                      |                   |                                             |                   |                                      |                   |
| Arranque                     | Anatoly Khrapaty · União Soviética   | 175,0 kg          | Asen Zlatev · Bulgária                      | 175,0 kg          | Yurik Vardanyan · União Soviética    | 172,5 kg          |
| Arremesso                    | Yurik Vardanyan · União Soviética    | 220,0 kg          | Asen Zlatev · Bulgária                      | 220,0 kg          | Anatoly Khrapaty · União Soviética   | 215,0 kg          |
| Total                        | Asen Zlatev · Bulgária               | 395,0 kg          | Yurik Vardanyan · União Soviética           | 392,5 kg          | Anatoly Khrapaty · União Soviética   | 390,0 kg          |
| Meio-pesado (até 90 kg)      |                                      |                   |                                             |                   |                                      |                   |
| Arranque                     | Blagoy Blagoev · Bulgária            | 192,5 kg          | Viktor Solodov · União Soviética            | 187,5 kg          | Andrzej Piotrowski · Polónia         | 172,5 kg          |
| Arremesso                    | Viktor Solodov · União Soviética     | 232,5 kg          | Blagoy Blagoev · Bulgária                   | 225,0 kg          | Lubomír Vymazal · Tchecoslováquia    | 217,5 kg          |
| Total                        | Viktor Solodov · União Soviética     | 420,0 kg          | Blagoy Blagoev · Bulgária                   | 417,5 kg          | Andrzej Piotrowski · Polónia         | 382,5 kg          |
| Pesado I (até 100 kg)        |                                      |                   |                                             |                   |                                      |                   |
| Arranque                     | Pavel Kuznetsov · União Soviética    | 182,5 kg          | András Hlavati · Hungria                    | 180,0 kg          | Miloš Čiernik · Tchecoslováquia      | 175,0 kg          |
| Arremesso                    | Pavel Kuznetsov · União Soviética    | 217,5 kg          | Miloš Čiernik · Tchecoslováquia             | 215,0 kg          | Ingobert Kind · Alemanha Oriental    | 215,0 kg          |
| Total                        | Pavel Kuznetsov · União Soviética    | 400,0 kg          | Miloš Čiernik · Tchecoslováquia             | 390,0 kg          | Ingobert Kind · Alemanha Oriental    | 377,5 kg          |
| Pesado II (até 110 kg)       |                                      |                   |                                             |                   |                                      |                   |
| Arranque                     | Yury Zakharevich · União Soviética   | 190,0 kg          | Norberto Oberburger · Itália                | 180,0 kg          | Ota Zaremba · Tchecoslováquia        | 177,5 kg          |
| Arremesso                    | Yury Zakharevich · União Soviética   | 225,0 kg          | René Wyßuwa · Alemanha Oriental             | 225,0 kg          | Norberto Oberburger · Itália         | 220,0 kg          |
| Total                        | Yury Zakharevich · União Soviética   | 415,0 kg          | Norberto Oberburger · Itália                | 400,0 kg          | René Wyßuwa · Alemanha Oriental      | 395,0 kg          |
| Superpesado (+ 110 kg)       |                                      |                   |                                             |                   |                                      |                   |
| Arranque                     | Anatoly Pisarenko · União Soviética  | 200,0 kg          | Antonio Krastev · Bulgária                  | 195,0 kg          | Robert Skolimowski · Polónia         | 192,5 kg          |
| Arremesso                    | Anatoly Pisarenko · União Soviética  | 250,0 kg          | Antonio Krastev · Bulgária                  | 250,0 kg          | Senno Salzwedel · Alemanha Oriental  | 237,5 kg          |
| Total                        | Anatoly Pisarenko · União Soviética  | 450,0 kg          | Antonio Krastev · Bulgária                  | 445,0 kg          | Senno Salzwedel · Alemanha Oriental  | 422,5 kg          |

## Quadro de medalhas
Quadro de medalhas no total combinado
| Ordem | País              | Medalha de ouro | Medalha de prata | Medalha de bronze | Total |
| ----- | ----------------- | --------------- | ---------------- | ----------------- | ----- |
| 1     | Bulgária          | 6               | 3                | 1                 | 10    |
| 2     | União Soviética   | 4               | 2                | 2                 | 8     |
| 3     | Alemanha Oriental | 0               | 1                | 3                 | 4     |
| 3     | Polónia           | 0               | 1                | 3                 | 4     |
| 5     | Finlândia         | 0               | 1                | 0                 | 1     |
| 5     | Itália            | 0               | 1                | 0                 | 1     |
| 5     | Tchecoslováquia   | 0               | 1                | 0                 | 1     |
| 8     | Roménia           | 0               | 0                | 1                 | 1     |
| Total | Total             | 10              | 10               | 10                | 30    |